# پارک قلعه‌بندر
پارک قلعه‌بندر یکی از پارک‌های دیدنی شهر شیراز می‌باشد. این پارک در بالای کوه قلعه‌بندر و در شهرک سعدی واقع شده‌است. مساحت پارک قلعه‌بندر ۱۰ هکتار می‌باشد.